# Cheliomyrmex
Cheliomyrmex Mayr, 1870 è un genere di formiche marabunta della sottofamiglia Dorylinae.

## Distribuzione e habitat
In America Centrale vi sono le specie: Cheliomyrmex morosus in Messico, Honduras e Panama; C. andicola, C. audax, e C. megalonyx sono presenti in Colombia e in seguito in Sud America.

## Tassonomia
Il genere comprende le seguenti specie:
- Cheliomyrmex andicola Emery, 1894
- Cheliomyrmex audax Santschi, 1921
- Cheliomyrmex megalonyx Wheeler, 1921
- Cheliomyrmex morosus (Smith, 1859)